# Или (река)
Река Или извире у северозападном делу Кине, и улива се у Балхашко језеро у Казахстану. Дужине је 1439 км, од чега је 815 км тока у Казахстану.

## Притоке
- Харин река, позната по каљону.
- Каш река

## Галерија
- Река Или
- Будистичке слике у стенама на реци Или
- Река Или
- „Певајућа дина“ у Алтин-Емел националном парку